# Estadio Mundialista de Hockey
L'Estadio Mundialista de Hockey, est un stade de hockey sur gazon à Rosario, en Argentine. Il a été spécialement construit pour accueillir la Coupe du monde féminine de hockey sur gazon 2010, avec une capacité de 12 000 places avec des tribunes mobiles.
Après qu'il a été annoncé que le stade serait le lieu du Champions Trophy féminin 2012, une tribune permanente a été construite sur l'un des côtés du terrain avec 1 400 places plus les tribunes mobiles comme précédemment érigées pour la Coupe du monde pour une capacité totale de 6 200,.
Ce stade a été choisi une fois de plus pour accueillir la finale de la Ligue mondiale de hockey sur gazon féminin 2014-2015. Avant le début du match final, il a été officiellement confirmé par les autorités municipales le changement de nom avec le dévoilement d'une plaque.

## Compétitions internationales
- Coupe du monde féminine de hockey sur gazon 2010
- Champions Trophy féminin 2012
- Finale de la ligue mondiale de hockey sur gazon féminin 2014-2015
- 3 matchs de poule de la Ligue professionnelle féminine de hockey sur gazon 2019 (contre la  Chine, la  Grande-Bretagne et la  Nouvelle-Zélande)
- 3 matchs de poule de la Ligue professionnelle masculine de hockey sur gazon 2019 (contre la  Espagne, la  Grande-Bretagne et la  Nouvelle-Zélande)